# شتابین
شتابین (به لهستانی:  Sztabin) یک روستا در لهستان است که در گمینا شتابین واقع شده‌است. شتابین ۹۲۰ نفر جمعیت دارد.